# Albert van Beest

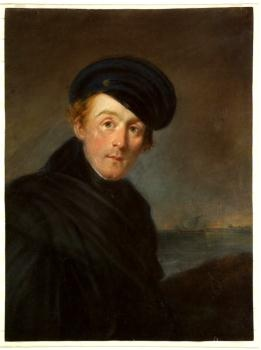
Albert van Beest, ca. 1840.

Albertus (Albert) van Beest (Rotterdam, 13 juni 1820 – New York, 8 augustus 1860) was een Nederlands kunstschilder, tekenaar en lithograaf, vooral bekend om zijn zeegezichten.

## Leven
Albert van Beest werd geboren in Rotterdam als zoon van een verver en groeide op in de omgeving van de haven. Al vroeg voelde hij zich aangetrokken door het zeemansleven. Ook legde hij een bijzonder talent aan de dag voor tekenen en trad in de leer bij Jan Hendrik van de Laar en zeeschilder Louis Meijer. In de zomers van 1843 en de twee volgende jaren maakte hij met Prins Hendrik, broer van koning Willem III, enkele lange reizen met de marine naar de Middellandse Zee en het hoge noorden. Hij bezocht onder andere Marokko en IJsland. In 1844 reisde hij langs de kusten van Zuid-Amerika. Veel van zijn latere werken zijn gebaseerd op tekeningen die hij tijdens deze diverse tochten maakte.
In 1845 vertrok Van Beest, die als een zware drinker bekendstond, zonder zijn familie in te lichten naar New York. Samen met zijn leerling William Bradford werkte hij ook drie jaar in New Bedford. Hij overleed in 1860 in New York, 40 jaar oud.

## Werk
Van Beest koos in zijn schilderwerk voor diverse thema's, die vrijwel allemaal een connectie hadden met de zee. Het meest geroemd werd hij om zijn dramatische weergaven van woeste stormen en van grote schepen in de nadagen van de zeilvaart. Hij werkte snel en geconcentreerd, met veel aandacht voor detail. Naast schilder was Van Beest ook een vaardig en productief tekenaar en etser. Zijn tekeningen en etsen ademen doorgaans een grotere rust uit.
Werk van Van Beest bevindt zich onder andere in de collecties van het Rijksmuseum Amsterdam, Museum Boijmans Van Beuningen te Rotterdam, het Dordrechts Museum, het Kröller-Müller Museum te Otterlo en het Teylers Museum te Haarlem, maar ook in grote Amerikaanse musea als het Cleveland Museum of Art en het Museum of Fine Arts te Boston.

## Galerij

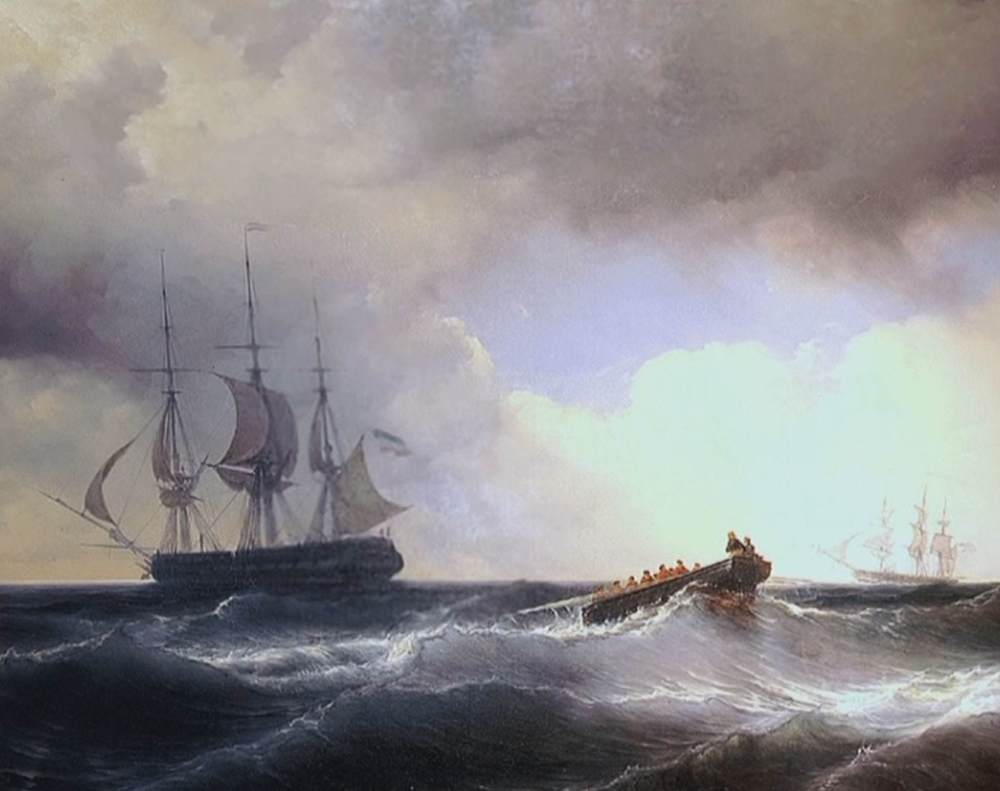
Opgepikt door het schip
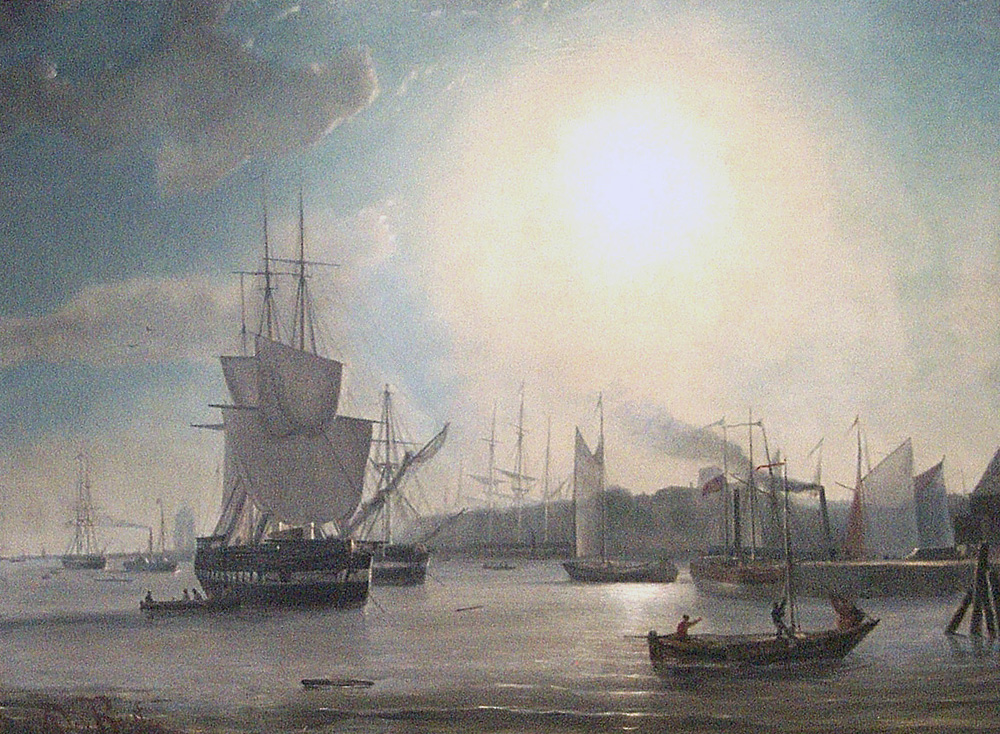
Aan een Hollandse kade
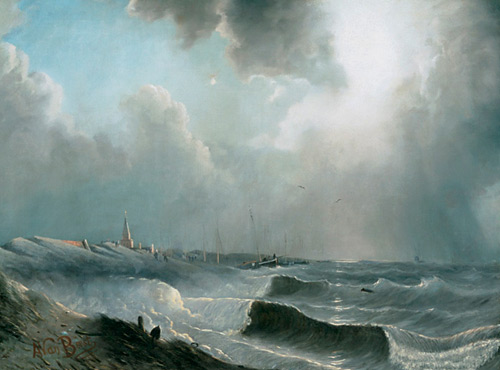
Winderige zee bij de kust van Scheveningen
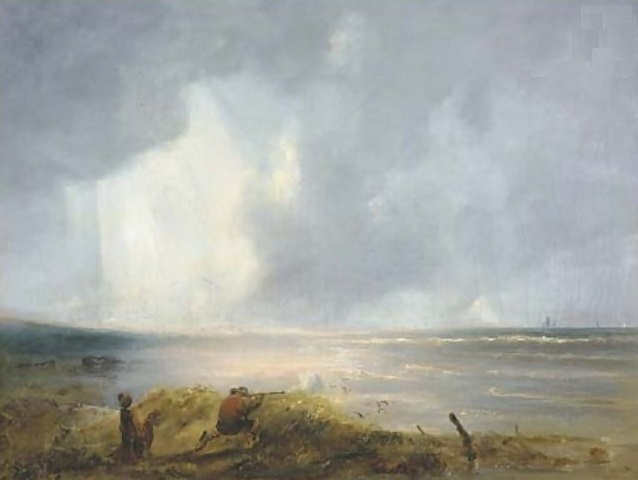
Jagen langs de kust
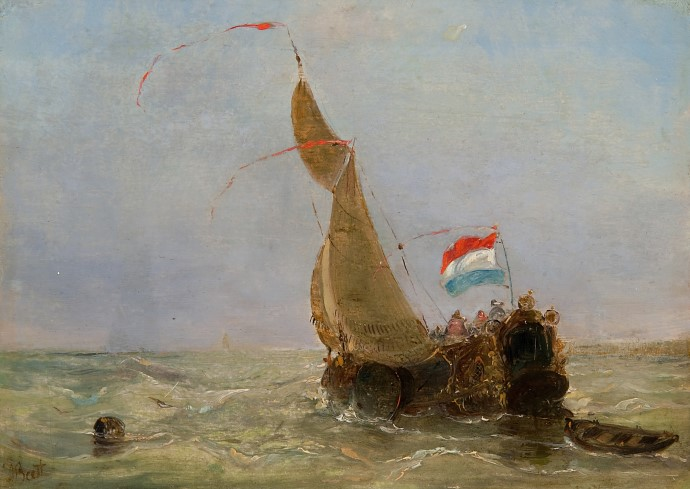
Spelevarende boeier op woelige zee
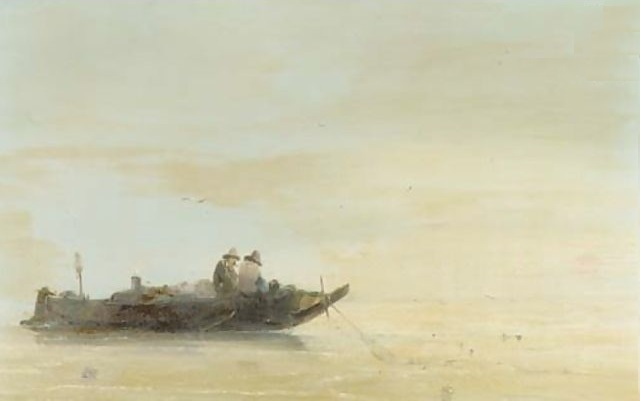
Vissers bij zonsopgang